# Blanka Wichterlová
Blanka Wichterlová (* 8. října 1939) je česká vědkyně v oboru fyzikální chemie, nositelka medaile Za zásluhy.

## Život
Blanka Wichterlová vystudovala v roce 1978 chemii na VŠCHT Pardubice. V roce 1988 pracovala ve Fritz Haber Institut der Max Planck Gesselschaft v Berlíně, jinak se téměř celou svou kariéru věnovala vědecké práci v Ústavu fyzikální chemie Jaroslava Heyrovského Akademie věd ČR, kde se zabývala analýzou a vývojem katalyzátorů pro chemické procesy.
Je autorkou více než sto padesáti článků v mezinárodně uznávaných vědeckých časopisech, autorkou mnoha přehledových prací a patentů. Je také členkou a zakladatelkou několika vědeckých asociací a působí v edičních radách mezinárodních časopisů.

## Ocenění
V roce 2008 obdržela čestný doktorát Univerzity Pardubice, „za mimořádný přínos v rozvoji oboru fyzikální chemie se zaměřením na heterogenní katalýzu“. V roce 2009 byla nominována na Cenu Milady Paulové, za výrazný celoživotní příspěvek k rozvoji svého vědního oboru.
V roce 2010 byla prezidentem Václavem Klausem vyznamenána Medailí Za zásluhy o stát v oblasti vědy, 2. stupně.